# 汪洋镇
汪洋镇，是中华人民共和国四川省眉山市仁寿县下辖的一个乡镇级行政单位。2019年12月，撤销四公镇、松峰乡、涂家乡，将其所属行政区域划归汪洋镇管辖。

## 行政区划
汪洋镇下辖以下地区：
洪湖社区、人民社区、富民社区、金泉村、新华村、五四村、大勇村、大忠村、红阳村、民力村、广石村、四合村、共乐村、大洪村、雨峰村、杉树村、高山村、翻身村、五爱村、民益村、临江村、协作村和上游村。